# Stora Nygatan, Stockholm

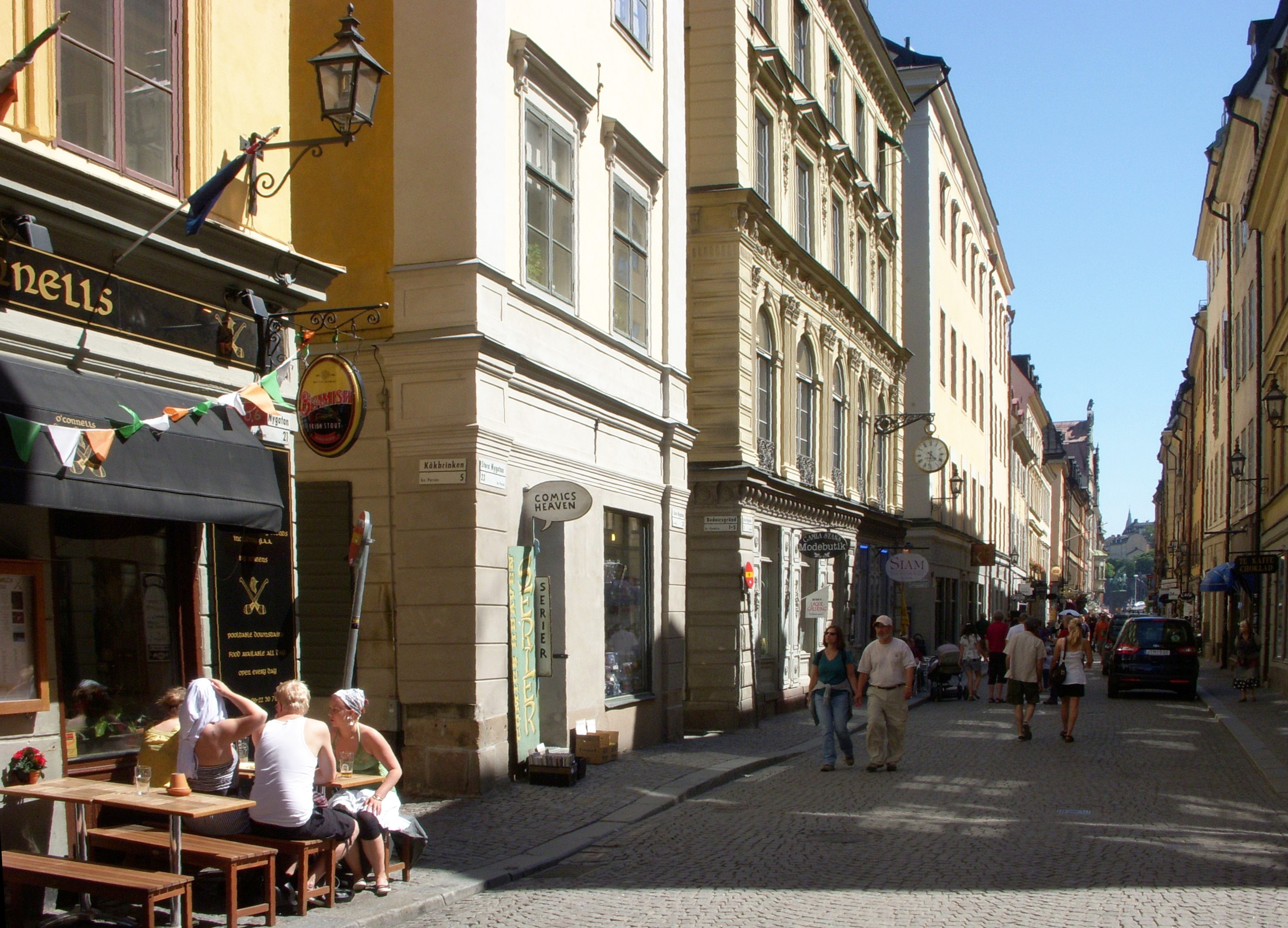
Stora Nygatan söderut, maj 2009.

Stora Nygatan, Gamla stan, Stockholm utgör tillsammans med Lilla Nygatan huvudstråk genom det område som förstördes av den Stora branden 1625. Efter branden upprättades en ny stadsplan för detta område, som räknas till Stockholms första organiserade reglering.

## Historik

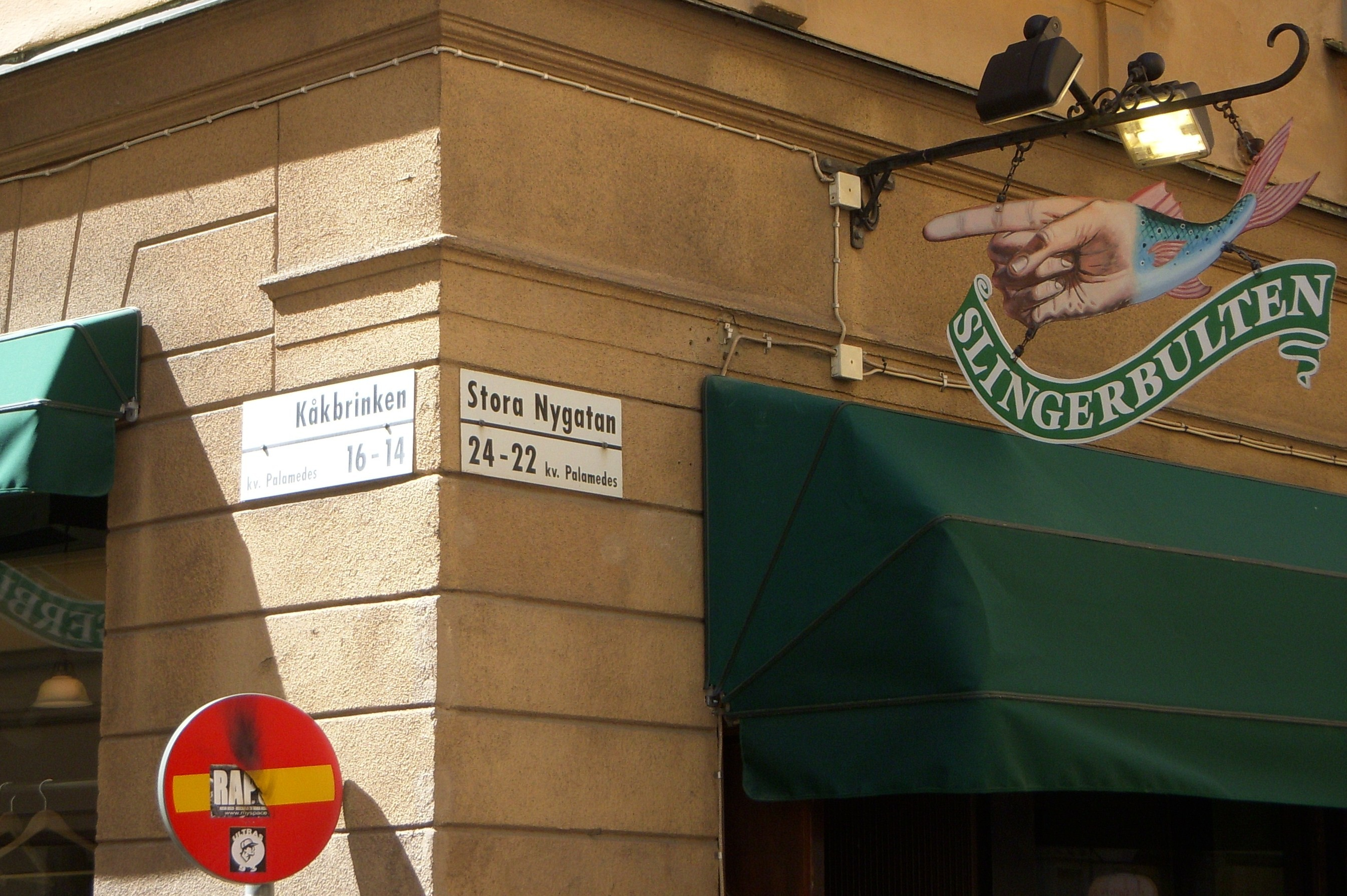
Restaurang "Slingerbulten" i hörnet Stora Nygatan 24 / Kåkbrinken 14.

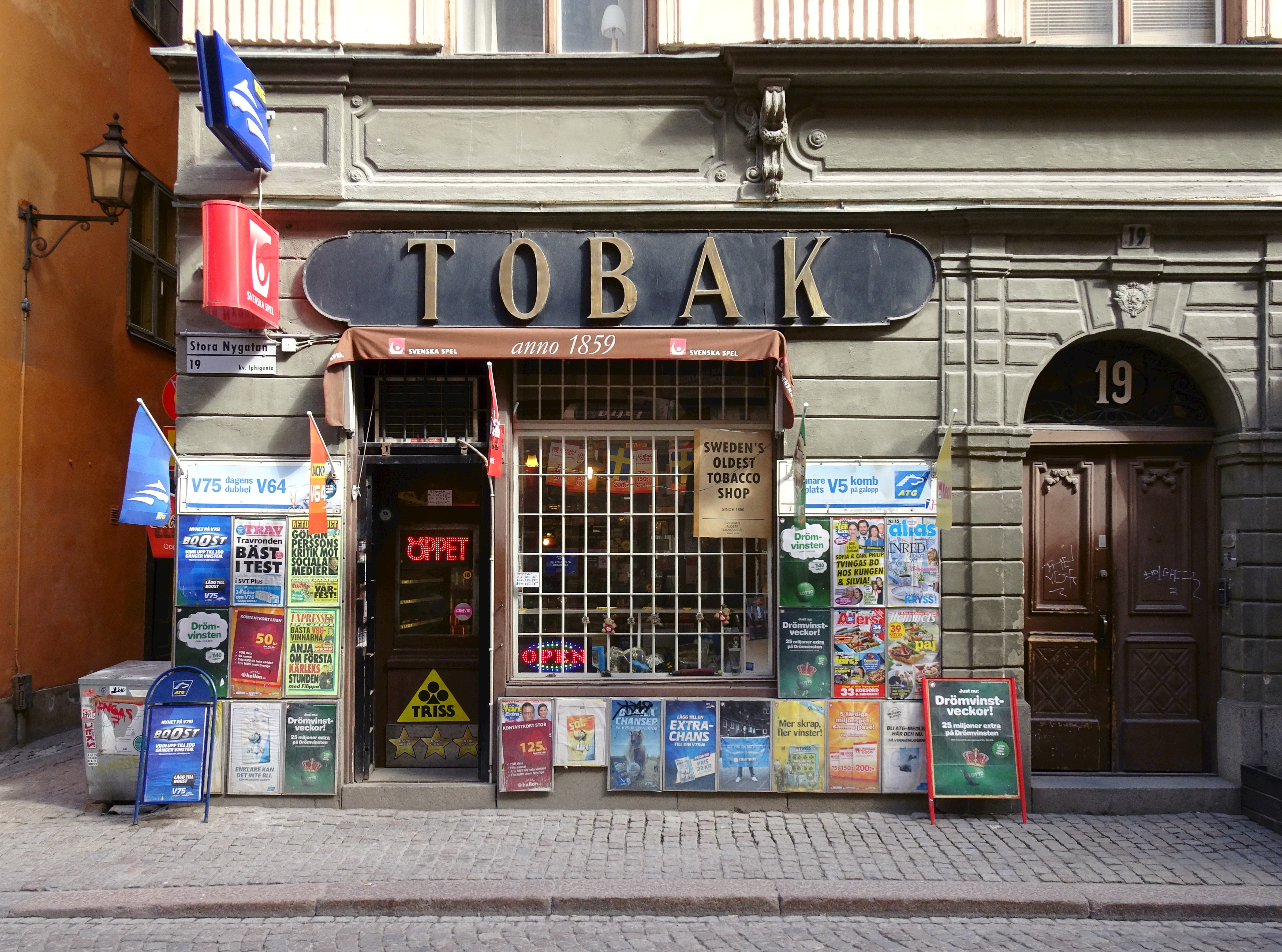
Gamla Stan Tobak, Sveriges äldsta tobaksaffär från 1859, Stora Nygatan 19.

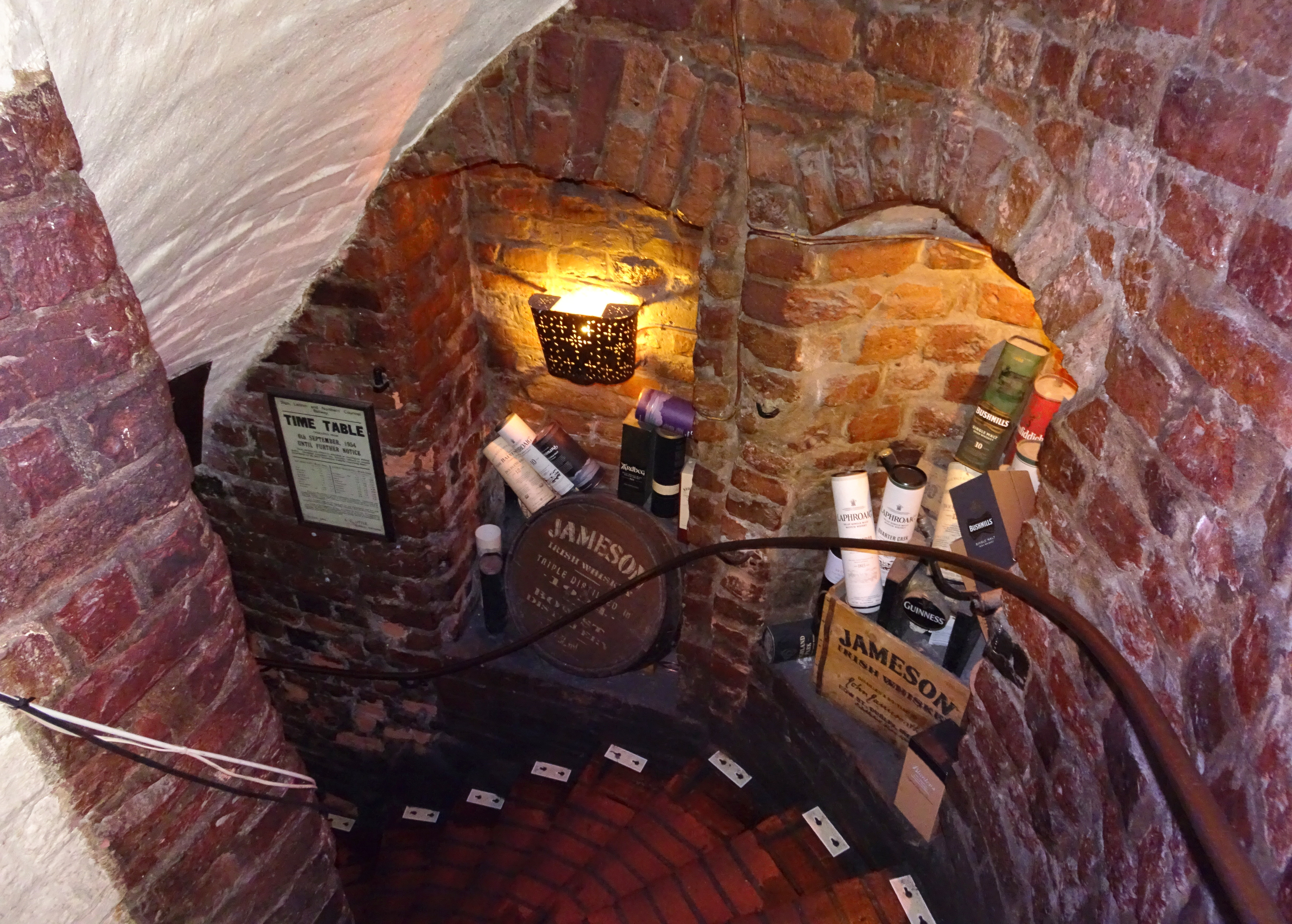
Källarvalv från 1400-talet på Stora Nygatan 13 där f.d. Wirströms konditori hade sin verksamhet.

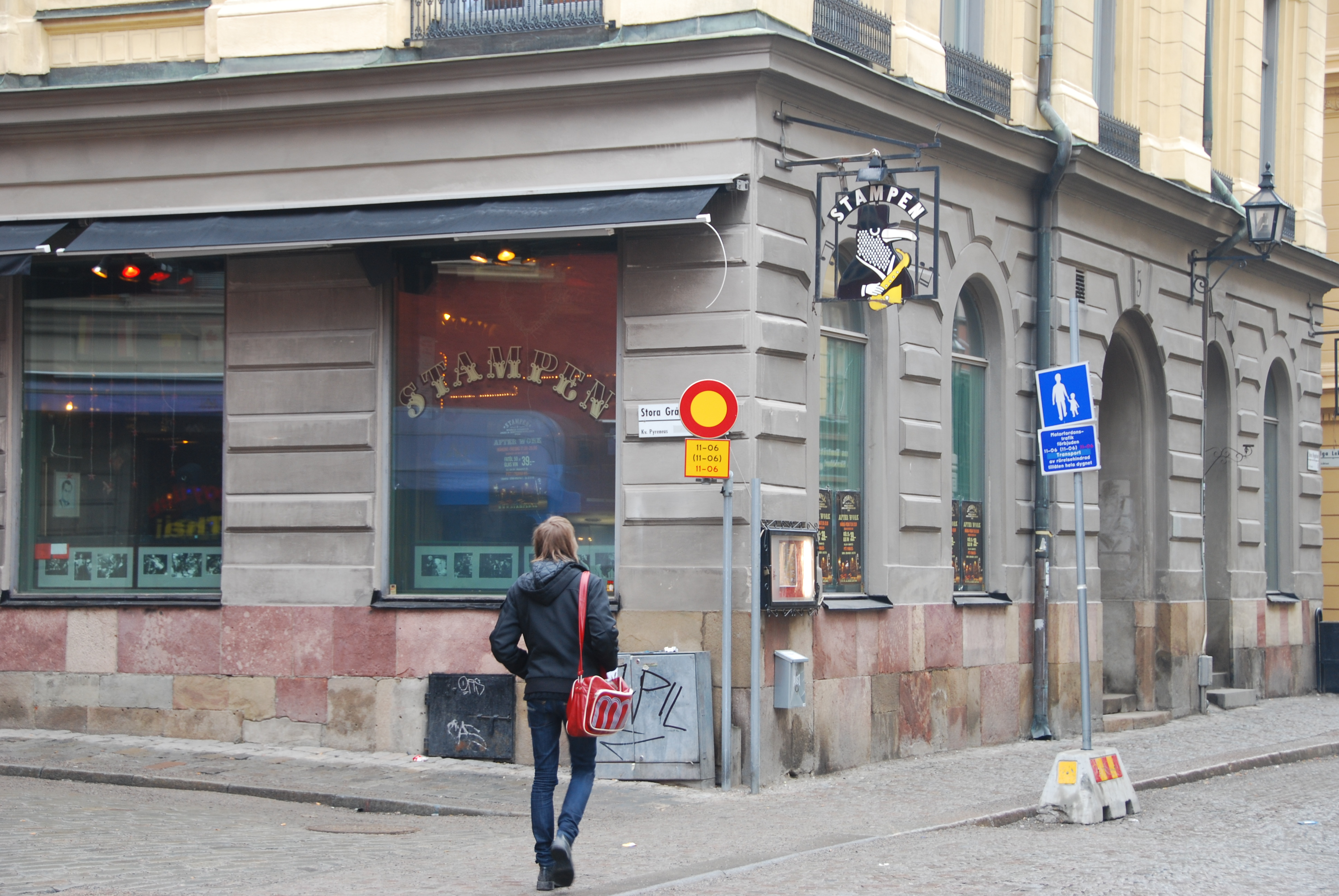
Jazzklubben "Stampen", Stora Nygatan 5.

Till en början tycks Stora Nygatan ha kallats enbart för Nygatan, vilket förtydligades till den store Nye gatan runt 1640. Men gatan har senare även benämnts Kongs- eller stoora Nygatan. Kring 1720-talet stadgar sig det nuvarande namnet.
Förmodligen på Gustav II Adolfs initiativ anlades här Stockholms första paradgata och stadsplanearbeten började 1626. Här ritades första gången stora regelbundna kvarter i en stadsplan för Stockholm, helt efter renässansens ideal. Den nya Stora Konungs Gatan sträckte sig snörrätt från Kornhamnstorg i syd till Riddarhustorget i norr. 
Det skulle dröja flera decennier innan gatan var bebyggd och regleringsarbetena pågick fortfarande på 1640-talet. År 1660, när Karl X Gustavs begravningståg tågade fram genom gatan, hade man dock en ståndsmässig bebyggelse med stora stenhus att visa upp.

## Intressanta kvarter (urval)
Västra sidan från norr till söder
- Kvarteret Atomena
- Kvarteret Milon
- Kvarteret Tritonia
- Kvarteret Palamedes
- Kvarteret Thisbe
- Kvarteret Pyramus
- Kvarteret Pan
- Kvarteret Cerberus

Östra sidan från norr till söder
- Kvarteret Mercurius
- Kvarteret Pyreneus
- Kvarteret Ganymedes
- Kvarteret Pomona större
- Kvarteret Galatea
- Kvarteret Alcmene
- Kvarteret Iphigenia
- Kvarteret Ulysses
- Kvarteret Pandora
- Kvarteret Cybele

## Byggnader och verksamheter (urval)
- Hultgrenska huset, Stora Nygatan 1, där Axel von Fersen sökte skydd innan han mördades 1810
- Ryningska palatset, Stora Nygatan 2
- Franska reformerta kyrkan (mellan 1752 och 1878), Stora Nygatan 5
- Wirströms konditori (mellan 1800 och 1998), Stora Nygatan 13
- Gamla Stan Tobak, Sveriges äldsta ännu verksamma tobaksaffär öppnade 1859 på Stora Nygatan 19
- Loheska huset, Stora Nygatan 21
- Ehrencreutzska huset, Stora Nygatan 22
- Schönfeldtska huset, Stora Nygatan 30